# Tristesa
La tristesa, tristea o tristor és una emoció primària, útil i necessària, que portem al nostre equipatge vital. Serveix per a generar empatia als altres; és, doncs, una manera de demanar acompanyament, comunicació i ajuda. En algunes cultures, com l'occidental actual, es considera negativa i vergonyosa, mentre que en la majoria n'és, com la resta d'emocions, positiva. La tristesa va acompanyada d'una reducció de l'activitat cognitiva i conductual. No s'ha de confondre amb la depressió. Fisiològicament, pot arribar a provocar alteracions en la son i ganes de menjar, mals de cap, absència de menstruació, palpitacions i sensació de cansament.

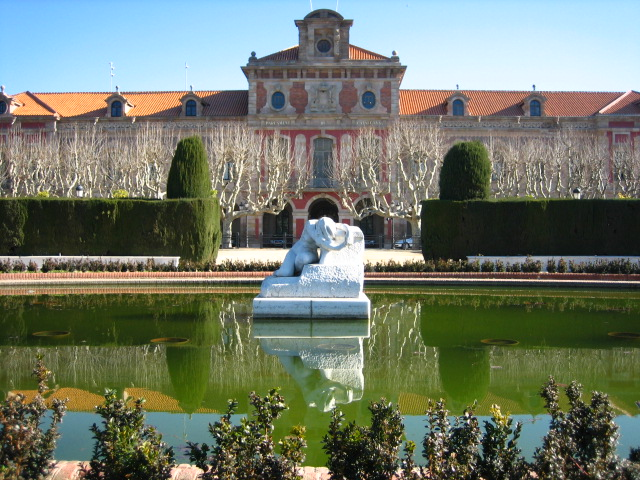
Escultura d'una noia trista (Desolació, de Josep Llimona)

En la societat europea actual se sol considerar una emoció negativa i fa por, però és normal i necessària en moments com, per exemple, el dol, i també afavoreix la reflexió interior intensa, cosa que de vegades és valorada per alguns creadors. També afavoreix la reducció de l'atenció envers l'ambient exterior, cosa que porta a l'aïllament. Cal escoltar la tristesa perquè aporta informació molt valuosa sobre la pròpia vida i relacions. És important expressar la tristesa i donar permís als altres perquè també ho facin.
L'aflicció, la consternació, la pena, l'abatiment, el descontentament i el pesar es consideren emocions similars a la tristesa.

## Etimologia
La paraula catalana «tristesa» ve del llatí trístĭtĭa.

## Manifestacions físiques
La tristesa provoca una activació de determinades regions del cervell, com es pot observar a través de tècniques PET, especialment a l'àrea 9 de Brodmann i al tàlem. La pupil·la de l'ull s'empetiteix i els músculs de la cara es contrauen. Els llavis poden tancar-se i hi ha possibilitat d'aparició del plor, si bé aquest depèn de factors culturals un cop superada la primera infància. La parla també s'hi veu afectada, ja que s'alenteix, i si la tristor és molt forta pot tremolar la veu.

## Altres tristeses
La tristesa pot ser un símptoma de depressió, que es caracteritza, entre altres coses (abatiment general de la persona, davallada de l'autoestima i sentiments de pessimisme, desesperança i desemparança), per una tristesa profunda i crònica. En psiquiatria es parla de tristesa patològica quan hi ha una alteració de l'afectivitat en què es produeix un descens de l'estat d'ànim, que pot incloure també pessimisme, desesperança i disminució de la motivació. La tendència alternativa entre les emocions d'alegria i de tristesa és la labilitat emocional.
En agricultura, l'anomenada tristesa dels cítrics és una malaltia viròtica que afecta els cítrics: en produeix el decaïment més o menys ràpid i és transmesa per pugons (insectes hemípters de la família dels afídids).

## Pena
La pena és un sentiment de patiment psíquic produït per un esdeveniment o pensament que causa tristor a la persona. Antigament es definia com a "dolor de l'ànima". És el contrari de l'alegria.
La pena pot expressar-se de moltes maneres segons la personalitat i la cultura dominant. S'associa a les llàgrimes, a les lamentacions, als gestos seriosos i a l'abatiment general.
La pena extrema és un dels símptomes de la depressió, una malaltia que no ha de confondre's amb un estat d'ànim negatiu, encara que col·loquialment s'usi així el terme.

## Factors que usualment provoquen pena
- Sentir-se mancat d'amor
- La mort o desaparició d'una persona (dol)
- Fracassar
- La injustícia
- Veure patir una persona estimada